# Ceratina lucifera
Ceratina lucifera är en biart som beskrevs av Cockerell 1934. Ceratina lucifera ingår i släktet märgbin, och familjen långtungebin. Inga underarter finns listade i Catalogue of Life.